# La Vieille-Lyre
 La Vieille-Lyre  là một xã thuộc tỉnh Eure trong vùng Normandie miền bắc nước Pháp.